# Pony of the Americas
Das Pony of the Americas (POA) ist eine 1954 in den USA entstandene Pferderasse.
Hintergrundinformationen zur Pferdebewertung und -zucht finden sich unter: Exterieur, Interieur und Pferdezucht.

## Exterieur

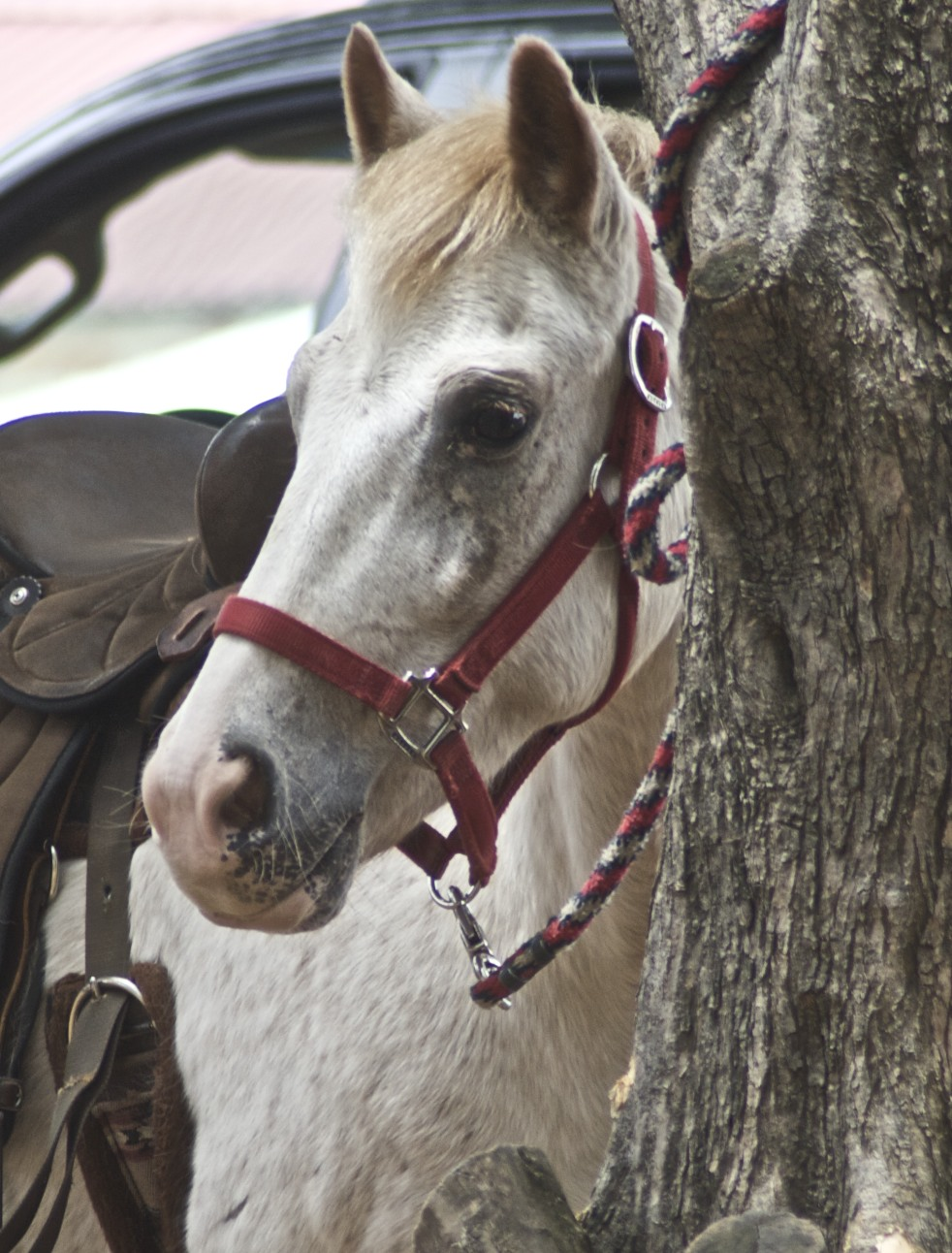
Kopfstudie

Ponys of the Americas erinnern meist eher an kleine Pferde als an Ponys. POA haben den athletisch-eleganten Körper eines modernen Westernpferdes sowie einen keilförmigen Kopf und lange kräftige Beine. Das Stockmaß muss zwischen 46 und 56 Zoll, also 117 und 142 cm liegen.
Das Zuchtziel sind kleine, kräftige, bunte Pferde mit dem Gebäude und dem Gangwerk eines Großpferdes und nicht den Bewegungsmustern eines Ponys.
Die Amerikaner haben für die POA den Begriff „little horse look“ geprägt.
Optimalerweise ähneln die Gebäude der POA denen der Quarter Horses mit gut bemuskelten Schultern, kurzen, kräftigen Sprunggelenken, glatter Oberlinie, muskulöser Hinterhand und rund abfallender Kruppe. Das POA ist ein Westernkleinpferd und sein Gebäude erlaubt ihm die gleichberechtigte Teilnahme an allen Westerndisziplinen. Der kräftige Knochenbau und die gute Muskulatur machen POA zu beliebten Familienpferden, sie eignen sich gut als Show- und Freizeitpferde.
Mit sechs Jahren gelten POA von der Größe und dem Farb-Fell-Muster her als ausgewachsen und erst dann gibt es von dem amerikanischen Mutterverband die endgültigen Papiere („permanent papers“). Einfarbige sowie zu große POA erhalten „pink papers“. Das bedeutet, dass sie zwar zur Zucht zugelassen sind, jedoch nicht an den offiziellen POA-Shows teilnehmen dürfen.

### Farbgebung
Für Ponys of the Americas wird normalerweise die Tigerscheckung der Appaloosas gefordert. Dabei handelt es sich um eine Reihe sehr unterschiedlicher Fellmuster, die aber alle durch dasselbe Gen hervorgerufen werden.
Eine der am weitesten verbreiteten Färbungen ist blanket, das durch die Färbung weiß an den Lenden und der Kruppe bis hin zu den Hüften und dunkle, G-förmige Flecke beschrieben ist. Bei manchen Tieren ist die Fleckung über den ganzen Körper verteilt, was man gemeinhin auch als Leoparden-Muster bezeichnet. „Leoparden-Ponys“ mit wenigen Flecken werden im Englischen auch „few-spot leopards“ genannt. Sowohl beim Blanket- als auch beim Leopardenmuster können die Flecken in der Mitte dunkler sein außen einen helleren Ring haben. Dieses besondere Aussehen wird auch Halo genannt.
Ponys, bei denen weiße Haare (so genannte Stichelhaare) in die Grundfarbe einfließen, werden auch als varnish roan bezeichnet. Oftmals verbunden mit diesen Fellmustervariationen sind die beschreibenden Begriffe red, blue und marbelized roan. Unregelmäßige Kanten bei Flecken aus weißem oder dunklem Haar sind Anzeichen für Paint- oder Pinto-Fellmuster, die gemäß den POA-Zuchtvorgaben untersagt sind.
Tigerschecken haben oft eine gescheckte Haut unter dem weißen Fell, statt wie bei anderen Schecken rosa Haut. Dies nennt man mottled skin (dt. „gescheckte Haut“).
Die weiße Sklera oder Lederhaut eines oder beider Augen der POA ist für gewöhnlich deutlich sichtbar. Alle Pferde und Ponys haben eine solche Sklera. Sie ist der Bereich des Auges, der die Iris (der gefärbte oder pigmentierte Mittelteil des Auges) umschließt. Häufig wird die weiße Sklera mit dem „Angstweiß“ bei anderen Pferderassen verwechselt.
Kräftige, deutlich definierte, senkrechte, hellere oder dunklere Streifen in den Hufen („striped hooves“) und die gesprenkelte Haut um Nüstern, Lippen und Genitoanalbereich („mottled skin“) sind weitere Charakteristika dieser Pferderasse.

## Interieur
Wie auch bei vielen anderen Pferderassen unterscheidet sich das Wesen der POA von Pferd zu Pferd. Bei Tieren aus verantwortungsvoller und zielgerichteter Zucht sind die Ponys oft sehr nervenstark, freundlich, ruhig und ausgeglichen. Solche Exemplare sind auch meist vielseitig, aufmerksam, gelehrig und leistungsbereit.
Die POA sind aufgrund ihres freundlichen Wesens und ihrer Ausdauer sehr beliebt und bestens geeignet für Kinder und Jugendliche, aber auch für Erwachsene als Freizeit- und Sportpferd. Sie sind außerdem eine ideale Rasse zur Nutzung beim Therapeutischen Reiten.

## Geschichte
Das „Pony of the Americas“ (kurz POA) ist, wie der Name vermuten lässt, eine amerikanische Züchtung. Die wichtigsten Pferde, auf denen diese Rasse basiert sind kleine Araberpferde, die unter anderem den typischen Kopf in die Zucht brachten („Baby-Doll“-Kopf), Quarter Horses, von denen das muskulöse, kompakte Körper stammt, Appaloosas, die ihre charakteristischen Farben und Fellzeichnungen vererbten, und American Shetland Ponys, die auf Grund ihres kleinen Gebäudes zu Beginn eingezüchtet wurden. Heute ist das Zuchtbuch der POA sehr begrenzt. Zugelassen sind hauptsächlich nur noch eingetragene POA, Quarter Horses und Appaloosas. Fohlen aus Kreuzungen mit anderen Rassen (welche früher zugelassen waren), wie zum Beispiel Araber und Welsh-Ponys, erhalten nur noch auf Anfrage und im Einzelfall POA-Papiere.
Das Stammland dieser Rasse, die Vereinigten Staaten, ist bis heute das mit Abstand größte Zuchtgebiet für POA geblieben. Fast 50.000 Vertreter dieser Rasse leben zurzeit in den USA, in Deutschland sind es wohl etwa 150, in ganz Europa kaum mehr. Neben einigen wenigen motivierten Züchtern in Deutschland hat nur Australien begonnen, eine eigene POA-Zucht aufzubauen.
Die Geschichte der Ponys of the Americas begann im Juli 1954 mit der Geburt des Hengstes Black Hand POA#1. In den mehr als 50 Jahren seit damals ist diese Rasse durch gezielte Zucht neben den Quarter Horses und Appaloosas zur größten und beliebtesten in den USA geworden, vor allem für Kinder und Jugendliche, zuweilen jedoch auch für Erwachsene. Offizielle POA-Shows finden heute in fast allen amerikanischen Bundesstaaten statt, der Jahreshöhepunkt für Züchter und Reiter ist die „International Show“ mit allen „Western Horse“-typischen Disziplinen.